# 刑警七人
《刑警7人》，為日本朝日電視網「週三晚間九點」時段播出的刑事電視劇系列。東山紀之為該時段連續劇初次主演。
第一部於2015年7月15日 - 9月9日播出，第二部於2016年7月13日 - 9月14日播出，第三部於2017年7月 - 9月播出。第四部在2018年7月11日 - 9月12日播出。第五部在2019年7月10日 - 9月18日播出。第六部在2020年8月5日 - 9月30日播出。第七部在2021年7月7日 - 9月15日播出。第八部在2022年7月13日 - 9月14日播出。第九部在2023年6月7日 - 8月9日起播出。
以下「S」代表season。

## 登場人物
※ 年齡以第1季的時間點為主。

### 專從搜查班
天樹悠（46）：東山紀之（粵語配音：蘇裕邦）
階級：巡查部長
隸屬：警視廳失物招領中心（S1第1集）→ 警視廳搜查一課12係（S1〔第2集之後〕）→ 警視廳刑事部機動搜查隊（S2 - S3） 兼 警視廳第11方面本部準備室機動搜查員（S3）→ 刑事總務課刑事資料係（S3最終集 - S6） 兼 專從搜查班（S5 - S6）→ 警視廳警備部警備一課特殊急襲部隊（SAT）（S7第1集）→ 警視廳刑事部特別搜查係 → 專從搜查班（S7第1集 - ）
1969年8月16日出生，血液A型。東明大學法學部畢業。
野野村拓海：白洲迅（S4 - ）
階級：巡查
隸屬：警視廳總務部留置管理第二課 → 警視廳刑事部刑事總務課刑事資料係（S4 - S6） 兼 專從搜查班（S5 - S6）→ 警視廳刑事部搜查一課7係（S7第1集）→ 警視廳刑事部特別搜查係 → 專從搜查班（S7第1集 - ）
來自青森縣八戶市。憲士館大學法學部畢業。隊伍中年紀最小的成員。
片桐正敏（55）：吉田鋼太郎
階級：警部（S1）→ 警視（S2 - S4）→ 警部（S5）→ 警視（S6）
隸屬：警視廳搜査一課12係 係長（S1）→ 刑事部刑事總務課 課長（S2）→ 警視廳第11方面本部準備室 室長（S3）→ 鮫洲駕照更換中心 課長補佐（S3最終集）→ 刑事總務課資料係 係長（S4 - S6） 兼 專從搜查班 班長（S5 - S6）→ 警視廳第九方面交通機動隊所屬白摩托車隊員（S7第1集）→ 警視廳刑事部特別搜查係 → 專從搜查班 係長（S7第1集 - ）
8月12日出生。有2次離婚經歷。
青山新（39）：塚本高史（S2 - ）
階級：巡査 → 巡查長（S6 - ）
隸屬：有明警察署刑事課（S2第1集）→ 警視廳搜捜查一課12係（S2第2集 - S3最終話）兼 警視廳第11方面本部準備室專任搜查員（S3）→ 警視廳西新宿警察署地域課萬人町交番（S3最終集）→ 警視廳刑事部搜查一課12係（S4）→ 警視廳刑事部專從搜查班（S5 - S6）→ 警視廳生活安全部少年育成課少年指導係（S7第1集）→ 警視廳刑事部特別搜查係 → 專從搜查班（S7第1集 - ）
1985年2月10日出生。出生及成長於東京都江東區宮洲島（臨海地區）。
海老澤芳樹（52）：田邊誠一（S4 - ）
階級：警部補
隸屬：警視廳刑事部搜查一課10係 → 警視廳刑事部搜查一課12係（S4）→ 警視廳刑事部專從搜查班（S5 - S6）→ 警視廳西新宿警察署地域課花舞交番（S7第1集）→ 警視廳刑事部特別搜查係 → 專從搜查班（S7第1集 - ）
主任。於搜查一課10係時期，參與「三億円強奪事件」搜查時，認為是多人犯罪而向上層反映，然而上層依然秉持原來的結論。之後的升遷之路完全被關閉，在搜查一課擔任閒職，對警察組織抱有強烈信任感。片桐把他調來專從搜查班與天樹一起行動，使他沉睡的正義感再次甦醒。悄悄的參加警部升階考試，但是不合格。有4位女兒，在S5時，孫子出生了。
坂下路敏：小瀧望（Johnny's WEST）（S8 - ）
階級：警部補
隸屬：專從搜查班（S8第1集 - ）
新人菁英刑警。東大畢業的官僚組警察。因認為專從搜查班是菁英隊伍，而自願分配到此。比較重視效率，因而會議時大部分都是線上參與；比起實地去問詢相關人物，較慣於使用SNS調查，是位不折不扣的「Z世代」新人警察。

### 東都大學醫學部
堂本俊太郎（65）：北大路欣也（粵語配音：黃志明）
東都大學法醫學教授、醫學部長，天樹的岳父。

### 前主要成員
沙村康介（49）：高嶋政宏
階級：警部補（S1）→ 警部（S2 - S3）→ 警視（S5最終集）
隸屬：警視廳搜査一課12係（S1）→ 警視廳搜査一課12係 係長（S2 - S3最終話）兼 警視廳第11方面本部準備室專任搜查員・指揮官（S3）→ 所轄署刑事課（S3最終集）→ 警視廳刑事部搜查一課 管理官（S5最終集）→ 警視廳刑事部搜查一課 參事官（S9第6集）
山下巧（42）： 片岡愛之助 （粵語配音：竺諺鴻）
階級：巡査部長
隸屬：警視廳搜査一課12係（S1）→ 未來犯罪預測中心（S2）→ 警視廳第11方面本部準備室 鑑識（S3）→ 東京拘置所 3259號（S4第3集 - ）
永澤圭太（38）：鈴木浩介（粵語配音：趙錦標）
階級：巡査部長 → 警部
隸屬：警視廳搜査一課12係刑事（S1 - S2第5集）→ 殉職（S2第4集）
調和了12係於其他部署同仁之間的關係，在事件中殉職。
水田環（28）：倉科加奈（粵語配音：陳子瑩）
階級：巡査（S1）→ 巡査部長（S2 - S8第1集）
隸屬：警視廳搜查一課12係（S1 - S3）兼 警視廳第11方面本部準備室專任搜查員（S3）→ 警視廳警務部人事一課監察係（S3最終集）→ 警視廳刑事部搜查一課12係（S4）→ 警視廳刑事部專從搜查班（S5 - S6）→ 警視廳組織犯罪對策部暴力團對策課（S7第1集）→ 警視廳刑事部特別搜查係 → 專從搜查班（S7第1集 - S8第1集）
1987年3月2日出生。自美國歸國的歸國子女，於賓夕法尼亞州文化大學專攻犯罪心理學，因留學經驗，擁有商業水平等級的英語能力。父親曾是外交官。於S8第1集最後向成員傳達為了提升自己的能力決定前往FBI進修。

### 警察有關人員
松田健吾：中澤隆範（S1第1集・第4集・第5集）
鑑識主任。
道上慎之助：田中哲司（S2第1集 / S6第2集・最終集）
警視廳搜查一課管理官。
小田六郎：中丸新将（S2第1集・第3集）
警視廳刑事部長。
岩下千治：山田百貴（S3第1集・第2集・第9集・最終集）
警視廳第1方面本部長。
島村唄子：久世星佳（S3第1集・第6集・第9集・最終集 / S6第6集）
負責監視搜查一課12課，指揮環的行動。

### 其他人物
馬久根恆義：山本學（S3第1集 - ）
馬久根家第18代當主，前大地主。臨海地區中心人物，戰後以臨海地區為中心擴張勢力，影響所連財政界也包含在內。
天樹清：井上依吏子（S3第1集）
天樹的妻子，聖的母親，堂本俊太郎的女兒。2005年8月16日死於Marine Side Square改建工程事故。
天樹聖：稻垣來泉（S3第1集）
天樹與清的女兒，堂本俊太郎的孫女。2005年8月16日死於Marine Side Square改建工程事故。

## 工作人員
- 編劇 - 大石哲也（日语：大石哲也）、八津弘幸（日语：八津弘幸）、真野勝成（日语：真野勝成）、伊藤洋子、德永富彥（日语：徳永富彦）、森下直（日语：森下直）
- 配楽 - 吉川清之（日语：吉川清之）
- 導演：猪崎宣昭（日语：猪崎宣昭）、新村良二、長谷川康（日语：長谷川康）、及川拓郎（日语：及川拓郎）
- 總製片：黑田徹也（朝日電視台 / 第1部）、三輪祐見子（朝日電視台 / 第1部）、內山聖子（朝日電視台 / 第2部）
- 製作人：山田兼司（朝日電視台 / 第1部）、三輪祐見子（朝日電視台 / 第2部）、和佐野健一（東映 / 第1部 - ）
- 制作：朝日電視台、東映

## 播出日期

### 第1部（2015年）
- 2015年7月15日 - 9月9日，共9集。
- 第1集加長30分鐘（21時 - 22時24分）。

| 各集                                                          | 播出日期 | 日文標題 | 中文標題                                  | 編劇     | 導演     | 收視率 |
| ------------------------------------------------------------- | -------- | -------- | ----------------------------------------- | -------- | -------- | ------ |
| 1                                                             | 7月15日  |          | 最後的有效時限…刑事劇集的新挑戰現在開始！ | 大石哲也 | 豬崎宣昭 | 11.8%  |
| 2                                                             | 7月22日  |          | 冰雪謀殺案                                | 八津弘幸 | 豬崎宣昭 | 10.6%  |
| 3                                                             | 7月29日  |          | 逃亡的親友                                | 大石哲也 | 新村良二 | 09.0%  |
| 4                                                             | 8月05日  |          | 被遺忘的男子                              | 八津弘幸 | 長谷川康 | 09.4%  |
| 5                                                             | 8月12日  |          | 母子                                      | 大石哲也 | 新村良二 | 06.6%  |
| 6                                                             | 8月19日  |          | 仲夏復仇殺人案！？剩餘壽命為1小時         | 真野勝成 | 長谷川康 | 09.1%  |
| 7                                                             | 8月26日  |          | 自首的男子 沒有嫌疑犯的謀殺案!!           | 伊藤洋子 | 新村良二 | 08.4%  |
| 8                                                             | 9月02日  |          | 釋放前夕!! 一名擁有8990日元的女子逃脫了   | 德永富彥 | 猪崎宣昭 | 09.9%  |
| 9                                                             | 9月09日  |          | 真白的遺言與10年的空白!!                  | 大石哲也 | 猪崎宣昭 | 10.7%  |
| 平均收視率 9.6%（收視率由Video Research調查，關東地區・世帶） |          |          |                                           |          |          |        |

### 第2部（2016年）
- 2016年7月13日[2] - 9月14日，共9集。
- 第1集加長15分鐘（21時 - 22時9分）。

| 各集                                                          | 播出日期 | 日文標題 | 中文標題                                                      | 編劇     | 導演     | 收視率 |
| ------------------------------------------------------------- | -------- | -------- | ------------------------------------------------------------- | -------- | -------- | ------ |
| 1                                                             | 7月13日  |          | 專家們再次集結!!未偵破案件中有空格欄50個…!!來自模仿犯的挑戰書 | 真野勝成 | 長谷川康 | 10.8%  |
| 2                                                             | 7月20日  |          | 秘書墜樓身亡!!令人疑惑的8000万円!!告密女子的較量              | 大石哲也 | 長谷川康 | 9.8%   |
| 3                                                             | 7月27日  |          | 逃離距離地面145米的密閉空間!!生命的最後緊繋著炸彈爆炸         | 八津弘幸 | 及川拓郎 | 11.8%  |
| 4                                                             | 8月03日  |          | 刑警死了!!最後的消息之謎...7個不一致的證詞                    | 真野勝成 | 及川拓郎 | 11.1%  |
| 5                                                             | 8月10日  |          | 同伴為什麼被殺了…天花板裏的謎!衝撃的結果!!                    | 真野勝成 | 及川拓郎 | 9.8%   |
| 6                                                             | 8月24日  |          | 第2章星期三的匆忙謀殺…８發子彈vs秘密調查!!                    | 森下直   | 新村良二 | 10.5%  |
| 7                                                             | 8月31日  |          | 移動的屍體與旅行者的秘密關係!!異常發熱所隱藏的陷阱            | 大石哲也 | 新村良二 | 9.8%   |
| 8                                                             | 9月07日  |          | 屍體是會說話的不完全的交換殺人…!? 100％不在犯罪現場的女人     | 伊藤洋子 | 長谷川康 | 9.0%   |
| 9                                                             | 9月14日  |          | vs3個預告犯的挑戰書!!最後一件可笑的事情是96％的良心           | 德永富彥 | 長谷川康 | 10.0%  |
| 平均收視率10.3%（收視率由Video Research調查，關東地區・世帶） |          |          |                                                               |          |          |        |

### 第3部（2017年）
- 2017年7月12日 - 9月13日，共10集。
- 第1集、第2集、第10集加長15分鐘（21時 - 22時9分）。

| 各集                                                           | 播出日期 | 日文標題 | 中文標題                                                    | 副標題 | 編劇       | 導演     | 收視率 |
| -------------------------------------------------------------- | -------- | -------- | ----------------------------------------------------------- | ------ | ---------- | -------- | ------ |
| 1                                                              | 7月12日  |          | 專家們在東京臨海再次集結!!史上最強的敵人…決戰開幕!!         | 開戰   | 真野勝成   | 及川拓郎 | 11.8%  |
| 2                                                              | 7月19日  |          | 部長官邸發生被脅持事件！！72小時之内釋放69名死囚！！        | 最愛   | 真野勝成   | 及川拓郎 | 12.1%  |
| 3                                                              | 7月26日  |          | 消失的手槍和殺人吸血鬼是失踪了的警察!?                      | 慈愛   | 吉本昌弘   | 兼崎涼介 | 12.7%  |
| 4                                                              | 8月02日  |          | 見到屍體而露出笑容之男人的真正身份!? V字傷痕之謎!!          | 死味   | 德永富彥   | 兼崎涼介 | 10.9%  |
| 5                                                              | 8月09日  |          | 再次死去的男人之謎!? 隱藏在臨海的老夫婦之秘密               | 追想   | 和佐野健一 | 森本浩史 | 10.2%  |
| 6                                                              | 8月16日  |          | 系列最大之謎團…揭開對12年前妻子死亡衝撃的真相!!是否這是報復 | 家路   | 真野勝成   | 及川拓郎 | 13.0%  |
| 7                                                              | 8月23日  |          | 長眠於海邊的骷髏屍體!？當紅女星所隱藏的身世和男子的秘密…!!  | 因緣   | 吉本昌弘   | 長谷川康 | 8.9%   |
| 8                                                              | 8月30日  |          | 無差別殺人VS用謊言掩蓋的女人們的危險關係                    | 惡女   | 徳永富彦   | 長谷川康 | 10.7%  |
| 9                                                              | 9月06日  |          | 最終決戰 死刑犯逃脫!!仲間之死震撼的真相                     | 血戰   | 真野勝成   | 及川拓郎 | 10.1%  |
| 10                                                             | 9月13日  |          | 最終決戰 今夜、挑戰最愛的敵人 M的真實身份!!                 | 正義   | 真野勝成   | 及川拓郎 | 12.6%  |
| 平均收視率 11.3%（收視率由Video Research調查，關東地區・世帶） |          |          |                                                             |        |            |          |        |

### 第4部（2018年）
- 2018年7月11日 - 9月12日，共10集。
- 第1集、第2集、第10集加長15分鐘（21時 - 22時9分）。

| 各集                                                           | 播出日期 | 日文標題 | 中文標題                                             | 編劇              | 導演     | 收視率 |
| -------------------------------------------------------------- | -------- | -------- | ---------------------------------------------------- | ----------------- | -------- | ------ |
| 1                                                              | 7月11日  |          | 再集合!! 3億日圓劫案的驚人真相!!復仇開始了           | 寺田敏雄          | 及川拓郎 | 11.0%  |
| 2                                                              | 7月18日  |          | 7年前的死亡威脅!! 3億日圓搶劫案真兇的真面目……!!      | 寺田敏雄          | 及川拓郎 | 12.7%  |
| 3                                                              | 7月25日  |          | 非法捜査!? 東京塔和母親的眼淚                        | 徳永友一          | 星野和成 | 12.4%  |
| 4                                                              | 8月01日  |          | 訴訟時效的陷阱…23年前母親的聲音                      | 吉本昌弘          | 星野和成 | 11.0%  |
| 5                                                              | 8月08日  |          | 再調查的女人 白衣男子之謎                            | 吉本昌弘          | 安養寺工 | 12.0%  |
| 6                                                              | 8月15日  |          | 骷髏屍體引發的醜聞？來自胃裡的信息!!                 | 徳永友一          | 及川拓郎 | 10.1%  |
| 7                                                              | 8月22日  |          | 20年前失蹤的高中女生至今仍然活著。那一天的禁忌秘密。 | 香坂隆史          | 兼崎涼介 | 10.6%  |
| 8                                                              | 8月29日  |          | 三人的承諾 我們做到了                                | 吉原れい          | 兼崎涼介 | 11.4%  |
| 9                                                              | 9月05日  |          | 模仿犯的挑戰狀!? 阻止最終的殺人！                    | 徳永富彦          | 及川拓郎 | 13.5%  |
| 10                                                             | 9月12日  |          | 說謊的女人出現!! 20世紀最後的懸案                    | 吉原れい 吉本昌弘 | 及川拓郎 | 12.9%  |
| 平均收視率 11.8%（收視率由Video Research調查，關東地區・世帶） |          |          |                                                      |                   |          |        |

### 第5部（2019年）
- 2019年7月10日 - 9月18日，共10集。
- 第1集、第10集加長15分鐘（21時 - 22時9分）。
- 7月24日因轉播『朝日電視台開局60週年紀念 世界游泳錦標賽 韓國・光州 2019』暫停播放一次 。

| 各集                                                           | 播出日期 | 標題 | 編劇       | 導演     | 收視率 |
| -------------------------------------------------------------- | -------- | ---- | ---------- | -------- | ------ |
| 1                                                              | 7月10日  |      | 吉本昌弘   | 兼崎涼介 | 13.2%  |
| 2                                                              | 7月17日  |      | 吉本昌弘   | 兼崎涼介 | 13.1%  |
| 3                                                              | 7月31日  |      | 吉原れい   | 及川拓郎 | 11.0%  |
| 4                                                              | 8月07日  |      | 吉本昌弘   | 星野和成 | 11.4%  |
| 5                                                              | 8月14日  |      | 池谷雅夫   | 及川拓郎 | 11.2%  |
| 6                                                              | 8月21日  |      | 池谷雅夫   | 長谷川康 | 9.9%   |
| 7                                                              | 8月28日  |      | 吉本昌弘   | 安養寺工 | 11.6%  |
| 8                                                              | 9月04日  |      | 谷口純一郎 | 安養寺工 | 11.4%  |
| 9                                                              | 9月11日  |      | 徳永富彦   | 及川拓郎 | 11.3%  |
| 10                                                             | 9月18日  |      | 及川拓郎   | 及川拓郎 | 12.4%  |
| 平均收視率 11.7%（收視率由Video Research調查，關東地區・世帶） |          |      |            |          |        |

### 第6部（2020年）
- 2020年8月5日 - 9月30日，共9集。
- 第1集、第9集加長15分鐘（21時 - 22時9分）。

| 各集                                                           | 播出日期 | 標題 | 編劇       | 導演       | 收視率 |
| -------------------------------------------------------------- | -------- | ---- | ---------- | ---------- | ------ |
| 1                                                              | 8月05日  |      | 吉本昌弘   | 兼崎涼介   | 13.5%  |
| 2                                                              | 8月12日  |      | 吉本昌弘   | 兼崎涼介   | 11.6%  |
| 3                                                              | 8月19日  |      | 吉本昌弘   | 塚本連平   | 11.8%  |
| 4                                                              | 8月26日  |      | 吉原れい   | 塚本連平   | 12.0%  |
| 5                                                              | 9月02日  |      | 吉高寿男   | 安養寺工   | 13.2%  |
| 6                                                              | 9月09日  |      | 保木本真也 | 大山晃一郎 | 11.9%  |
| 7                                                              | 9月16日  |      | 徳永富彦   | 塚本連平   | 11.7%  |
| 8                                                              | 9月23日  |      | 井元隆佑   | 塚本連平   | 10.8%  |
| 9                                                              | 9月30日  |      | 吉本昌弘   | 兼崎涼介   | 11.1%  |
| 平均收視率 12.0%（收視率由Video Research調查，關東地區・世帶） |          |      |            |            |        |

### 第7部（2021年）
- 2021年8月5日 - 9月15日，共9集。
- 第1集、加長15分鐘（21時 - 22時9分）。
- 7月28日，因播放『くりぃむクイズ ミラクル9 3時間SP』，暫停播放一次。
- 8月11日，因播放『クイズタイムショック 2021』，暫停播放一次。
- 最終回、加長10分鐘（21時 - 22時4分）。

| 各集                                                           | 播出日期       | 標題 | 編劇     | 導演       | 收視率 |
| -------------------------------------------------------------- | -------------- | ---- | -------- | ---------- | ------ |
| 1                                                              | 2021年 7月07日 |      | 森ハヤシ | 兼崎涼介   | 11.9%  |
| 2                                                              | 7月14日        |      | 森ハヤシ | 兼崎涼介   | 11.7%  |
| 3                                                              | 7月21日        |      | 吉本昌弘 | 塚本連平   | 11.9%  |
| 4                                                              | 8月11日        |      | 森ハヤシ | 塚本連平   | 10.5%  |
| 5                                                              | 8月18日        |      | 吉高寿男 | 安養寺工   | 11.1%  |
| 6                                                              | 8月25日        |      | 小峯裕之 | 安養寺工   | 11.0%  |
| 7                                                              | 9月01日        |      | 徳永富彦 | 兼崎涼介   | 10.9%  |
| 8                                                              | 9月08日        |      | 小西麻友 | 大山晃一郎 | 11.7%  |
| 9                                                              | 9月15日        |      | 森ハヤシ | 兼﨑涼介   | 12.7%  |
| 平均收視率 11.5%（收視率由Video Research調查，關東地區・世帶） |                |      |          |            |        |

### 第8部（2022年）
- 2022年7月13日 - 9月14日，共10集。
- 第1集、最終回加長10分鐘（21時 - 22時4分）。

| 各集                                                           | 播出日期 | 標題 | 編劇     | 導演       | 收視率 |
| -------------------------------------------------------------- | -------- | ---- | -------- | ---------- | ------ |
| 1                                                              | 7月13日  |      | 森ハヤシ | 兼﨑涼介   | 11.3%  |
| 2                                                              | 7月20日  |      | 森ハヤシ | 兼﨑涼介   | 10.4%  |
| 3                                                              | 7月27日  |      | 吉本昌弘 | 安養寺工   | 09.0%  |
| 4                                                              | 8月03日  |      | 吉高寿男 | 安養寺工   | 08.6%  |
| 5                                                              | 8月10日  |      | 森ハヤシ | 宗野賢一   | 10.1%  |
| 6                                                              | 8月17日  |      | 小西麻友 | 柏木宏紀   | 10.5%  |
| 7                                                              | 8月24日  |      | 徳永富彦 | 大山晃一郎 | 09.7%  |
| 8                                                              | 8月31日  |      | 森ハヤシ | 安養寺工   | 10.6%  |
| 9                                                              | 9月07日  |      | 吉本昌弘 | 兼﨑涼介   | 09.8%  |
| 10                                                             | 9月14日  |      | 森ハヤシ | 兼﨑涼介   | 11.6%  |
| 平均收視率 10.2%（收視率由Video Research調查，關東地區・世帶） |          |      |          |            |        |

### 第9部（2023年）
- 2023年6月7日 - 8月9日，共9集。
- 第1集加長6分鐘（21時 - 22時）。
- 7月26日因轉播『世界游泳錦標賽 福岡2023』暫停播放一次。

| 各集                                                          | 播出日期 | 標題 | 編劇     | 導演     | 收視率 |
| ------------------------------------------------------------- | -------- | ---- | -------- | -------- | ------ |
| 1                                                             | 6月07日  |      | 森ハヤシ | 兼﨑涼介 | 10.7%  |
| 2                                                             | 6月14日  |      | 森ハヤシ | 兼﨑涼介 | 09.3%  |
| 3                                                             | 6月21日  |      | 吉本昌弘 | 柏木宏紀 | 09.8%  |
| 4                                                             | 6月28日  |      | 吉本昌弘 | 柏木宏紀 | 09.4%  |
| 5                                                             | 7月05日  |      | 吉本昌弘 | 星野和成 | 10.5%  |
| 6                                                             | 7月12日  |      | 徳永富彦 | 宗野賢一 | 09.0%  |
| 7                                                             | 7月19日  |      | 徳永富彦 | 宗野賢一 | 09.9%  |
| 8                                                             | 8月02日  |      | 森ハヤシ | 兼﨑涼介 | 09.9%  |
| 9                                                             | 8月09日  |      | 森ハヤシ | 兼﨑涼介 | 09.8%  |
| 平均收視率 9.8%（收視率由Video Research調查，關東地區・世帶） |          |      |          |          |        |

## 外部連結
- 朝日電視台
  - 第1部 （页面存档备份，存于）（日語）
  - 第2部 （页面存档备份，存于）（日語）
  - 第3部 （页面存档备份，存于）
  - 第4部 （页面存档备份，存于）
  - 第5部 （页面存档备份，存于）
  - 第6部 （页面存档备份，存于）
  - 第7部 （页面存档备份，存于）（日語）
  - 第8部 （页面存档备份，存于）（日語）
  - 第9部 （页面存档备份，存于）（日語）
- 東映
  - 第1部 （页面存档备份，存于）（日語）
  - 第2部 （页面存档备份，存于）（日語）
  - 第3部 （页面存档备份，存于）
  - 第4部 （页面存档备份，存于）
  - 第5部 （页面存档备份，存于）
  - 第6部 （页面存档备份，存于）
  - 第7部 （页面存档备份，存于）
  - 第8部 （页面存档备份，存于）
  - 第9部 （页面存档备份，存于）
- - 第2部 （页面存档备份，存于）（日語）
- SNS
  - 刑警七人的X（前Twitter）
  - 刑警七人的Instagram帳戶

| 日本 朝日電視台 週三晚間九點刑事連續劇                      | 日本 朝日電視台 週三晚間九點刑事連續劇           | 日本 朝日電視台 週三晚間九點刑事連續劇              |
| ----------------------------------------------------------- | ------------------------------------------------ | --------------------------------------------------- |
|                                                             | 刑警七人 （SEASON1） （2015.07.15 - 2015.09.09） |                                                     |
| 警視廳搜查一課9係 （season 10） （2015.04.22 - 2015.07.01） | 相棒 （season 14） （2015.10.14 - 2016.03.16）   |                                                     |
| 警視廳搜查一課9係 （season 11） （2016.04.06 - 2016.06.15） | 刑警七人 （SEASON2） （2016.07.13 - 2016.09.14） | 相棒 （season 15） （2016.10.18 - 2017.03.22）      |
| 警視廳搜查一課9係 （season 12） （2016.04.12 - 2016.06.07） | 刑警七人 （SEASON3） （2017.07.12 - 2017.09.13） | 相棒 （season 16） （2017.10.18 - 2018.03.14）      |
| 特搜9 （2018.04.11 - 2018.06.13）                           | 刑警七人 （SEASON4） （2018.07.11 - 2018.09.12） | 相棒 （season 17） （2018.10.17 - 2019.03.20）      |
| 特搜9 season2 （2019.04.10 - 2019.06.26）                   | 刑警七人 （SEASON5） （2019.07.10 - 2019.09.18） | 相棒 （season 18） （2019.10.09 - 2020.03.18）      |
| 特搜9 season3 （2020.04.08 - 2020.07.22）                   | 刑警七人 （SEASON6） （2020.08.05 - 2020.09.30） | 相棒 （season 19） （2020.10.14 - 2021.03.17）      |
| 特搜9 season4 （2021.04.07 - 2021.06.30）                   | 刑警七人 （SEASON7） （2021.07.07 - 2021.09.15） | 相棒 （season 20） （2021.10.13 - 2022.03.23）      |
| 特搜9 season5 （2022.04.06 - 2022.06.22）                   | 刑警七人 （SEASON8） （2022.07.13 - 2022.09.14） | 相棒 （season 21） （2022.10.12 - 2023.03.15）      |
| 特搜9 season6 （2023.04.05 - 2023.05.31）                   | 刑警七人 （SEASON9） （2023.06.07 - 2023.08.09） | 科搜研之女 （Season23） （2023.08.16 - 2023.10.04） |

| 香港 有線娛樂台 星期日 21:00 - 22:00             | 香港 有線娛樂台 星期日 21:00 - 22:00 | 香港 有線娛樂台 星期日 21:00 - 22:00         |
| ------------------------------------------------ | ------------------------------------ | -------------------------------------------- |
|                                                  | （2015.12.06 - 2016.02.07）          |                                              |
| 決定性證據 （2015.09.20 - 2015.11.29）             | 讀心探案 （2016.02.14 - 2016.05.08） |                                              |
| 香港 有線劇集台 星期一 00:00 - 01:00             |                                      |                                              |
| 刑偵相棒（第十五季） （2017.05.29 - 2017.10.16） | （2017.10.23 - 2017.12.18）          | 變身特派員 （2017.12.25 - 2018.01.22）       |
| 香港 有線劇集台 星期日 20:00 - 21:00             |                                      |                                              |
| 警視廳搜查一課長2 （2018.04.08 - 2018.06.24）    | （2018.07.01 - 2018.09.02）          | 刑偵相棒（第十六季） （2018.09.09 - ）       |
| 香港 奇妙77台 星期日（星期六深夜） 00:30 - 01:30 |                                      |                                              |
| 刑偵相棒（第十四季） （2018.01.28 - 2018.03.25） | （2018.04.01 - 2018.06.03）          | 警視廳搜查一課長 （2018.06.10 - 2018.09.23） |